# Haguro (1929)
El Haguro (羽黒) fue un crucero pesado de la clase Myōkō. Sirvió en la Armada Imperial Japonesa durante la Segunda Guerra Mundial con un destacado historial operativo.

## Historia

### Diseño
La clase Myōkō fue una clase de cruceros pesados diseñada para reemplazar a la clase Aoba. Estaba compuesta por el propio Haguro junto con el Myōkō, líder de la clase, el Nachi y el Ashigara. En su momento fueron los cruceros mejor construidos del Japón y sirvieron de base para la posterior Clase Mogami. 
En el momento de su construcción eran los cruceros con el armamento más pesado del mundo.  Tenían casi 204 metros de eslora y eran capaces de alcanzar los 36 nudos de velocidad. Transportaban dos aviones de exploración, inicialmente del tipo 90 y finalmente 3 aviones Aichi E13A Jake.

### Segunda Guerra Mundial
Fue botado en Nagasaki, en los astilleros Mitsubishi en 1929, en abril de 1941 fue modernizado y asignado a la 5.ª División de cruceros.
Al momento de la apertura del Frente del Pacífico participó en las Filipinas en la Operación M cubriendo desembarcos en Dávao y Legaspi.
El Haguro entró en acción en las Indias Orientales Neerlandesas, donde se enfrentó con el enemigo de Macasar el 8 de febrero de 1942. 
A finales de ese mismo mes jugó un papel clave en la batalla del Mar de Java con el hundimiento de los cruceros HMS Exeter y el buque insignia holandés HNLMS De Ruyter, seguido por los destructores HNLMS Kortenaer y HMS Encounter pocos días después, al sur de Borneo.
Volvió a la acción el 7 de mayo en la batalla del Mar del Coral, pasando por la batalla de Midway del 4 al 7 de junio. En agosto se trasladó a las Islas Salomón donde intervino en la batalla de las Salomón Orientales el día 24. Posteriormente evacuó tropas de Guadalcanal hasta enero de 1943.
El 2 de noviembre de 1943 el Haguro sufrió daños ligeros en la batalla de la Bahía de la Emperatriz Augusta. Durante la batalla del Mar de Filipinas el 19 de junio de 1944, se salvó de su hundimiento. 
A finales de octubre, del 23 al 25, volvió a sufrir daños ligeros en la batalla del Golfo de Leyte.  Tras pasar por reparaciones volvió a la acción en mayo de 1945.

### Hundimiento
Durante la batalla del Estrecho de Malaca, también conocida como Operación Dukedom, el Haguro fue emboscado en compañía del destructor Kamikaze poco después de la medianoche del día 16 por la 26.ª flotilla de destructores de la Royal Navy británica compuesta por el HMS Venus, HMS Verulam, HMS Samaurez y HMS Vigilant. 
Durante el combate, eminentemente nocturno el Kamikaze fue ligeramente dañado mientras que el Haguro con sus reflectores encendidos fue un blanco fácil,  fue torpedeado y severamente dañado con al menos tres torpedos lanzados hábilmente por los británicos. 
Pronto comenzó a disminuir la velocidad hasta que sobre las 02:32 empezó a hundirse por la popa, a 89 km de Penang; el Kamikaze rescató a 320 supervivientes que era la capacidad máxima posible; pero más de 900 hombres, entre ellos el vicealmirante Shintarō Hashimoto y el contraalmirante Kaju Sugiura, perecieron en el hundimiento. Como homenaje póstumo Sugiura fue ascendido a vicealmirante.
El Haguro fue el último gran buque japonés en ser hundido durante la guerra en mar abierto.